# 齐齐哈尔铁路工程学校
齐齐哈尔铁路工程学校是位于黑龙江省齐齐哈尔市的一所普通中等职业学校。

## 历史
创建于1946年3月。1958年--1961年曾升格为齐齐哈尔铁道学院。
- 西满铁路管理局职工学校（西满军区领导）
- 齐齐哈尔铁路管理局职工学校（铁道部直属）
- 齐齐哈尔铁路工程学校（省教育厅管理）

## 现状
现为国家级重点中等职业技术学校。学校有工程、建筑、机电、信息、计算机、商贸服务等多学科。